# Пирон, Доминик
Доминик Пирон, также известный как Пирон де Ла-Варенн (Пирон из Ла-Варенна; 2 августа 1760, Сент-Этьен-де-Монлюк — 10 мая 1794, Луара в окрестностях Нанта) — французский военачальник-роялист, вандейский генерал.

## Биография
Сын Доминика Пирона, королевского окружного прокурора графства Нант, родом из города Ла-Варенн в Анжу, и его жены Жанны.
В 1791 году, не приняв революцию, эмигрировал вместе с семьей и присоединился к эмигрантской армии Принцев. Тем не менее, уже вскоре вернулся во Францию. В марте 1793 года возглавил отряд восставших роялистов около Монреле и занял город Удон. После местной неудачи восстания, присоединился к главным силам вандейцев вскоре после битвы при Сомюре.
Несколько позже Пирон особенно отличился в бою при Вийе, где, вместе с Анри Форестье, разбил республиканскую армию генерала Сантера. 19 сентября он одержал блистательную победу над тем же генералом в битве при Короне: редчайший случай, когда вандейцам удалось разбить численно превосходящую армию республиканцев. 
В октябре Пирон де Ла-Варенн был среди тех, кто прикрывал отступление вандейцев после поражения при Шоле. После гибели многих вандейских генералов в этом и последующих сражениях, он получил командование вандейской дивизией Анжу. Он принял участие во всех последующих боях, вплоть до сражения при Савене включительно, после чего несколько месяцев скрывался в окрестностях Нанта. 
10 мая 1794 года Пирон де Ла-Варенн, сев в небольшую лодку, попытался тайком пересечь Луару, чтобы вернуться в Вандею, но его заметила и начала преследовать республиканская канонерская лодка «l’invincible» («Непобедимый»). Лодка Пирона была потоплена ядром, пущенным с канонерской лодки республиканцев, сам военачальник утонул.